# Rudolf Rocker
Rudolf Rocker (25. března 1873 Mainz, Německé císařství – 19. září 1958 jezero Mohegan nedaleko New Yorku, USA) byl německý anarchosyndikalistický spisovatel a aktivista. Byl proklamovaný jako anarchista bez přívlastků. Věřil, že hlavním cílem anarchistů je "zajistit osobní a sociální svobodu lidí".

## Životopis
Narodil se v Mohuči v Německu do dělnické rodiny. Otec zemřel, když mu bylo pět let. Strýc ho seznámil s německým sociálně demokratickým hnutím, ale velmi brzy byl silně zklamaný rigidním německým socialismem. Jako knihař střídal zaměstnání a získával tak nové přátele, díky nimž se začal zajímat o anarchismus.
Roku 1892 unikl uvěznění za práci na ilegální propagandě anarchismu, a to do Paříže a následně do Londýna. Ačkoli byl z křesťanské rodiny, identifikoval se s židy a slovanskými emigranty, kteří bydleli ve východní části Londýna. Vydával jidiš noviny „Der Arbeiter Fraint“ (Dělnický přítel) a jidiš literární měsíčník „Germinal“. V Anglii se také pokusil vytvořit židovské dělnické odbory. V roce 1914 byl v Anglii internován jako nepřátelský vetřelec. Po propuštění se svou ženou Anglii opustili. V roce 1919 se vrátil do Německa, kde se připojil k syndikalistům. S nástupem nacismu však uprchnul do Francie a odtamtud do Spojených států.
Je autorem biografie Johanna Mosta a některých dalších významných anarchistů. Jeho nečtenější kniha, vydaná v roce 1937, nesla název „Nacionalismus a kultura“. Rocker je považován za jednoho z předních teoretiků syndikalismu, mj. se přímo podílel na zakládání anarchosyndikalistické internacionály (IWA).